# Горбушко Юрій Федорович
Горбушко Юрій Федорович (рос. Горбушко, Юрий Фёдорович; 30 жовтня 1912, Охтирка — 5 лютого 1945, Польща) — гвардії старшина Робітничо-Селянської Червоної Армії, учасник Великої Вітчизняної війни, Герой Радянського Союзу (1945).

## Біографія
Горбушко Юрій Федорович народився 30 жовтня 1912 року в місті Охтирка нині Сумської області (Україна) в родині селянина. Українець. У 1929 році переїхав до Харкова. Працював на заводі. Закінчив автодорожній технікум у Харкові. Потім переїхав до Москви, де працював шофером.
У Червоній Армії з 1941 року. З початком німецько-радянської війни на фронті. Очолював автоколону з перевезення боєприпасів на трасі Можайськ — Москва, з травня 1942 року безпосередньо брав участь у боях. Воював на Західному, Брянському, Центральному, Сталінградському, 1-му і 2-му Українських і 1-му Білоруському фронтах. Був тричі поранений. Член ВКП (б) з 1944 року.
Механік-водій танка 48-ї гвардійської Вапнярської Червонопрапорної ордена Кутузова танкової бригади (12-й гвардійський танковий корпус, 2-а гвардійська танкова армія, 1-й Білоруський фронт) гвардії старшина Юрій Горбушко в наступальних боях з 15 січня по 3 лютого 1945 року пройшов 250 кілометрів.
У районі на схід від міста Шнейдемюль (Піла, Польща) екіпаж знищив 3 протитанкових знаряддя, понад взводу гітлерівців.
3 лютого 1945 року на південний захід від міста Дейч-Кроне (Валч, Польща) відбив 4 контратаки противника, знищив 2 танки, штурмову гармату, багато гітлерівців. Загинув у бою 5 лютого 1945 року.
Указом Президії Верховної Ради СРСР від 24 березня 1945 року за зразкове виконання бойових завдань командування на фронті боротьби з німецько-фашистськими загарбниками і проявлені при цьому мужність і героїзм, гвардії старшині Горбушко Юрію Федоровичу присвоєно звання Героя Радянського Союзу (посмертно).
У місті Охтирка, на честь Ю. Ф. Горбушко, встановлені бюст на алеї Героїв і меморіальна дошка на будівлі школи №1, в якій він навчався; його ім'ям названа вулиця.

## Нагороди
- Герой Радянського Союзу
- Орден Леніна
- Орден Червоної Зірки
- Орден Червоної Зірки
- Медаль «За оборону Сталінграда»